# SDC1
SDC1 (англ. Syndecan 1) – білок, який кодується однойменним геном, розташованим у людей на короткому плечі 2-ї хромосоми.  Довжина поліпептидного ланцюга білка становить 310 амінокислот, а молекулярна маса — 32 462.
| 10         |  | 20         |  | 30         |  | 40         |  | 50         |
| ---------- |  | ---------- |  | ---------- |  | ---------- |  | ---------- |
| MRRAALWLWL |  | CALALSLQPA |  | LPQIVATNLP |  | PEDQDGSGDD |  | SDNFSGSGAG |
| ALQDITLSQQ |  | TPSTWKDTQL |  | LTAIPTSPEP |  | TGLEATAAST |  | STLPAGEGPK |
| EGEAVVLPEV |  | EPGLTAREQE |  | ATPRPRETTQ |  | LPTTHLASTT |  | TATTAQEPAT |
| SHPHRDMQPG |  | HHETSTPAGP |  | SQADLHTPHT |  | EDGGPSATER |  | AAEDGASSQL |
| PAAEGSGEQD |  | FTFETSGENT |  | AVVAVEPDRR |  | NQSPVDQGAT |  | GASQGLLDRK |
| EVLGGVIAGG |  | LVGLIFAVCL |  | VGFMLYRMKK |  | KDEGSYSLEE |  | PKQANGGAYQ |
| KPTKQEEFYA |  |            |  |            |  |            |  |            |

A: Аланін

C: Цистеїн

D: Аспарагінова кислота

E: Глутамінова кислота

F: Фенілаланін

G: Гліцин

H: Гістидин

I: Ізолейцин

K: Лізин

L: Лейцин

M: Метіонін

N: Аспарагін

P: Пролін

Q: Глутамін

R: Аргінін

S: Серин

T: Треонін

V: Валін

W: Триптофан

Кодований геном білок за функцією належить до фосфопротеїнів. 
Задіяний у такому біологічному процесі як поліморфізм. 
Локалізований у мембрані.
Також секретований назовні.